# Test de Lucas (chimie)
Pour les articles homonymes, voir Lucas et Test de Lucas.
Le test de Lucas permet de préciser l'appartenance d'un alcool à l'une des trois classes d'alcool.

## Déroulement

### Préparation du réactif
Dans un tube à essai, introduire 10 ml d'acide chlorhydrique concentré et une « spatule » de chlorure de zinc anhydre (« fondu ») de façon à saturer l'acide. Agiter et décanter.

### Test

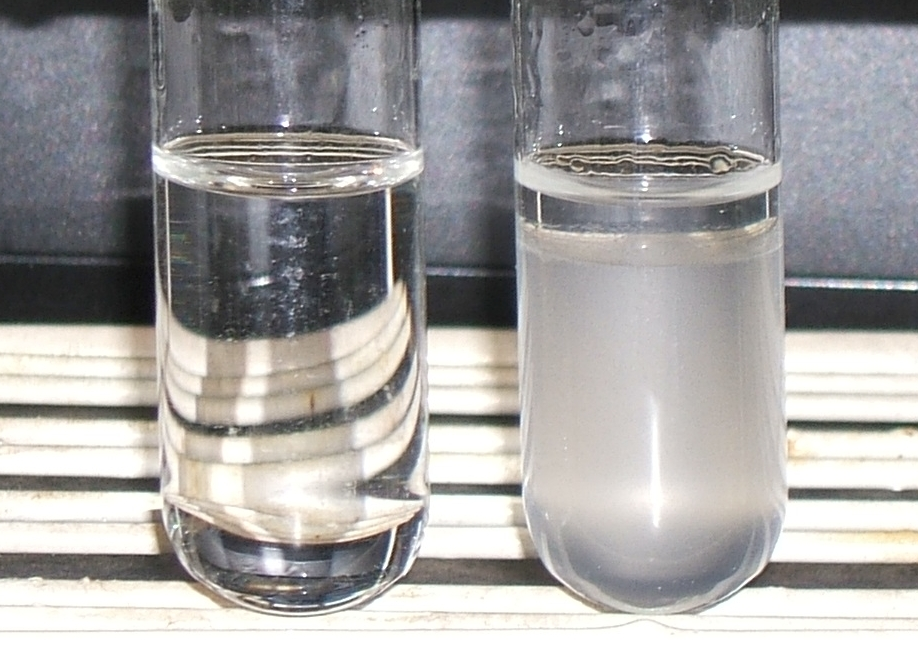
Test de Lucas négatif pour l'éthanol (gauche), positif pour le tert-butanol (droite)

Dans un tube à essai, ajouter le réactif et quelques gouttes de l'alcool à tester : 
- pour un alcool primaire, il ne se passe rien ;
- pour un alcool secondaire, un précipité de chlorure d'alkyle se forme lentement (tiédir si nécessaire) ;
- pour un alcool tertiaire, le précipité blanc se forme instantanément.

Remarques :

Ajouter l'alcool dans le réactif, et non l'inverse, car le chlorure d'alkyle formé est soluble dans l'alcool, mais pas dans le réactif.
La vitesse de la réaction est d'autant plus grande que l'alcool est substitué. Cela permet de stabiliser le carbocation.

## Exemple
{\displaystyle (CH_{3})_{3}C-OH+HCl\rightarrow Cl^{-}+(CH_{3})_{3}C-OH_{2}^{+}\rightarrow (CH_{3})_{3}C-Cl+H_{2}O}
Cette réaction est catalysée par les ions {\displaystyle Zn^{2+}(ZnCl_{2}} en solution), agissant comme un acide de Lewis. Ils se fixent, grâce à leurs orbitales vacantes, sur l'un des doublets libres de l'oxygène et ainsi facilitent la rupture de la liaison {\displaystyle C-O}.
{\displaystyle R-O-H+Zn^{2+}\rightarrow {\begin{array}{rl}{\rm {R-}}&{\rm {O^{+}-H}}\\&|\\&{\rm {Zn^{+}}}\\\end{array}}\rightarrow R^{+}+ZnOH^{+}}
Puis,
{\displaystyle R^{+}+Cl^{-}\rightarrow R-Cl}